# Тор (река)
Тор — река в Башкортостане (Россия), правый приток Нугуша, протекает по территории Ишимбайского и Мелеузовского районов. Длина реки — 54 км, площадь водосборного бассейна — 445 км².
Берёт начало на западном склоне хр. Баш-Алатау, в 4 км к северу от г. Артмакская. Впадает в реку Нугуш по правому берегу, на 5 км от устья.
На карте составленной по данным 1732 года река отмечена как Тогазы ( на башк. Торғазы).
На реке расположены сёла Воскресенское и Верхотор.
В конце XVIII века в верховьях реки образовалась русская колония, состоящее из нескольких поселений и медеплавильного завода (современный Верхотор). На реке были построены запруды, сейчас водохранилища имеются у сс. Верхотор и Воскресенское, пруд у хут. Кузнецовский.
Не имеет ясной этимологии.

## Данные водного реестра
По данным государственного водного реестра России относится к Камскому бассейновому округу, речной бассейн реки — Кама, речной подбассейн реки — Белая, водохозяйственный участок реки — Белая от истока до водомерного поста Арский Камень.

### Притоки
(указано расстояние от устья)
- 0,2 км: ручей Второй Ключ (Второй);
- 26 км: река Торгаска (Тарказа);
- 40 км: река Елга (Цынгаф-Елга, Малая Елга)[4].